# Piktvardė
Piktvardė je řeka v západní Litvě, v okrese Klaipėda (Klaipėdský kraj). Je to levý přítok řeky Minija. Pramení 2 km na východ od obce Vanagai. Teče směrem západním, po průtoku pod silnicí č. 141 a železniční tratí Klaipėda – Šilutė – Tylže (Tilžė) se stáčí do směru jihovýchodního, potom ostře do směru jihozápadního a po soutoku s potokem (zleva) se vlévá do řeky Minija naproti vsi Liaunai (4 km jihojihovýchodně od Priekulė) jako její levý přítok 25,5 km od jejího ústí do Atmaty.

## Přítoky
Piktvardė má málo významný levý přítok.